# Sonic (seconda serie animata 1993)
Sonic (Sonic the Hedgehog), chiamato anche Sonic the Hedgehog SatAM, è una serie televisiva a cartoni animati italo-americana prodotta da DiC Entertainment e Sega of America in collaborazione con Reteitalia e Telecinco, basata sull'omonimo personaggio della serie videoludica. È la seconda serie basata sul franchise dopo Le avventure di Sonic, prodotta dallo stesso studio; mentre la prima era nota per i suoi colori brillanti e l'umorismo stravagante, questa serie si caratterizza invece per le sue storie dai toni più cupi e drammatici.
È composta da 2 stagioni per un totale di 26 episodi. È stata trasmessa negli Stati Uniti da ABC nella fascia oraria del sabato mattina (abbreviato in "SatAM" dai fan, da cui deriva il secondo titolo) riscuotendo molto successo, con ben 4.8 milioni di ascolti. Era prevista una terza stagione, ma fu cancellata, nonostante l'ultimo episodio fosse terminato con un cliffhanger.
È stata trasmessa in Italia su Italia 1 nel 1994 e poi replicata su Fox Kids nel 2004, su Boing nel 2005 e su Frisbee e K2 nel 2010. Alcuni episodi sono stati distribuiti anche in videocassetta sotto il marchio Bim Bum Bam Video, con il titolo originale Sonic the Hedgehog, e in DVD dalla Hobby & Work.

## Trama
La serie è ambientata su Mobius, un pianeta distopico e post-apocalittico governato in maniera più tirannica dal malvagio Dottor Julian Nick (Robotnik). Egli in precedenza era a capo del Ministero della guerra della pacifica città di Mobotropolis; assistito da suo nipote Caciotta (Snively), fece un colpo di Stato e con un esercito di robot soffiò il trono al benevolo re Acorn. Dopo aver ribattezzato la città Robotropolis, imprigionò il re in una dimensione vuota ("Void") e trasformò ogni essere vivente in un suo robot servitore tramite uno speciale macchinario.
Alcuni superstiti si rifugiarono nel villaggio di Liberandia (Knothole) e unirono le forze nei Combattenti per la Libertà (Freedom Fighters), ribelli intenti a fermare Nick e Caciotta una volta per tutte e riportare Mobius alla libertà di un tempo. Tra essi ci sono Sonic, un riccio blu dalla velocità supersonica, protagonista della serie e Sally Acorn, figlia del precedente re di Mobius. Il team nel corso della serie, cerca di fermare i due antagonisti e le loro creature meccaniche.
Durante la prima e la seconda stagione (10 anni dopo il colpo di Stato), Nick formula diversi piani per sbarazzarsi dei ribelli, come tentare di scoprire i loro nascondigli, creare un macchinario in grado di distruggere i tessuti viventi e inquinare l'atmosfera del pianeta con pioggia tossica. Inutile dire che Sonic e gli altri riescono ogni volta a sventare i suoi piani. Successivamente si scopre che un tempo il Dottor Nick era l'assistente di un potente e malvagio stregone chiamato Naugus, con cui ha scoperto la dimensione vuota Void. Egli tradì Naugus imprigionandocelo dentro, ma temendo sempre che possa essere liberato. I protagonisti vengono inoltre a sapere che lì dentro c'è imprigionato anche il vero re, padre di Sally, e tentano di salvarlo. Dopo essere stati perseguitati da Naugus (intento a vendicarsi di Robotnik e disposto a unirsi ai protagonisti pur di farlo) Sonic e gli altri abbandonano la suddetta dimensione, ma il re non riesce a fare altrettanto e con gran dispiacere deve ancora una volta dire addio alla figlia.
Nell'ultima puntata, Robotnik cerca di realizzare il suo piano supremo: desertificare Mobius sfruttando la sua macchina del giudizio universale (Doomsday Machine). I Combattenti per la Libertà si preparano quindi per la battaglia finale, durante la quale Sonic e Sally ritrovano i pezzi delle Deep Power Stones, un paio di pietre in grado di donare al suo possessore incredibili poteri. Sfruttando questo potere, i due riescono a distruggere la macchina del giudizio universale, il robotizzatore e l'intera base di Nick, ponendo fine al suo regno di terrore. Mentre la base viene distrutta, il malvagio e tirannico scienziato fugge sconfitto a bordo di un'astronave, sproloquiando nel frattempo il suo odio profondo verso Sonic a suon di grida rabbiose; il suo destino rimane sconosciuto, mentre Caciotta si ritira in una capsula. Ora che i ribelli hanno trionfato, la pace è tornata e Sonic e Sally si baciano appassionatamente, rivelando il loro amore. Tuttavia non è finita: dalle macerie della base riemerge la capsula di Caciotta, che ridendo in modo malefico si prepara a prendere il posto di Nick, ma non sarà da solo, poiché ha liberato Naugus (in cui sono visibili solo i suoi occhi rossi luminosi nell'oscurità). La serie termina con questo cliffhanger.

### Terza stagione (cancellata)
Anni dopo il termine dello show, lo sceneggiatore Ben Hurst ha divulgato le basi narrative della terza stagione, che doveva anch'essa essere composta di 13 episodi.
La terza stagione sarebbe iniziata con Caciotta che tenta di prendere il posto di Nick, ma ben presto fallisce ed è costretto a liberare Naugus, il Re e Nick dal Void. Naugus rovescia Caciotta diventando l'antagonista principale, facendo di Nick il suo lacchè e usando il re come esca per attirare i Combattenti per la Libertà in una trappola. Snively, ridotto a nulla, si unisce temporaneamente ai protagonisti (cosa che si è verificata brevemente nei fumetti Archie) con l'intento di tradirli ma viene fermato da Antoine. Il padre di Sally sarebbe stato recuperato, venendo però costretto a sacrificarsi nel Void per intrappolare nuovamente Naugus. Inoltre, Tails matura e gioca un ruolo molto più importante, diventando un membro effettivo dei Combattenti per la Libertà, mostrando anche un lato ribelle e salvando Knothole da un disastro. Nel frattempo, Dulcy avrebbe acquisito tutti i suoi poteri. È stato anche detto che Sally ha avuto una storia d'amore con qualcuno che non è Sonic, anche se alla fine Sonic ne è uscito vincitore. Perfino Sonic avrebbe subito un importante cambiamento alla personalità. Viene inoltre svelato il passato di Nicole, rivelando che una volta era una bambina normale a cui è stato fatto il lavaggio del cervello da Nick, diventando un programma per computer. Ad un certo punto Nicole sarebbe tornata normale, unendosi ai Combattenti per la Libertà.
Sarebbe comparso perfino Knuckles e probabilmente avrebbe avuto un ruolo simile a quello di Sonic 3 & Knuckles. Gli occhi intravisti nell'oscurità alla fine dell'ultimo episodio sono stati un'aggiunta dell'ultimo minuto del regista Ron Myrick e dovevano appartenere proprio a Knuckles. Tuttavia, lo sceneggiatore Ben Hurst avrebbe cambiato la fonte degli occhi su Naugus nella sua bozza per la terza stagione cancellata, nonostante gli occhi presentassero notevoli differenze da quelli di Naugus.

## Personaggi

### Personaggi principali
- Sonic the Hedgehog: è il protagonista della serie, è un riccio blu facente parte dei Combattenti per la Libertà (Freedom Fighters). È dotato di un'incredibile velocità, che può essere incrementata grazie a degli speciali anelli. Ha inoltre un cagnolino chiamato Muttski. Da giovane fu cresciuto dallo zio Chuck e quando sia lui che Muttski furono catturati e robotizzati fu una grande frustrazione per Sonic. Doppiato in originale da Jaleel White, Tahj Mowry (da bambino) e in italiano da Pietro Ubaldi e Patrizia Mottola (da bambino).
- Sally Alicia Acorn: uno scoiattolo striato femmina, è la figlia del precedente re Acorn, amica di lunga data e fidanzata di Sonic. Quando il trono di suo padre fu usurpato dal malvagio Dr. Robotnik, si è unita ai Combattenti per la Libertà aiutando Sonic e i suoi amici e compagni nelle missioni di rivolta contro il tirannico scienziato grazie al suo piccolo computer parlante tuttofare, Nicole. È saggia e intelligente, spesso tenta di mettere un po' di sale in zucca al suo fidanzato. Nella seconda stagione indossa un gilet azzurro. Doppiata in originale da Kath Soucie e Dana Hill (da bambina) e in italiano da Marina Massironi e Lara Parmiani.
- Bunnie Rabbot: è una coniglietta robotizzata per metà. Il suo corpo meccanico le conferisce una forza straordinaria, che spesso torna molto utile ai Combattenti per la Libertà. È molto schietta e allegra, spesso affibbia ai suoi amici il nomignolo di zuccherino. Doppiata in originale da Christine Cavanaugh e in italiano da Patrizia Scianca.
- Antoine Depardieu: è un coyote terribilmente codardo che parla con un accento francese. Dotato di scarse abilità e di un grande senso di vanità, fa spesso il cascamorto nei confronti di Sally. Doppiato in originale da Rob Paulsen e in italiano da Mario Scarabelli.
- Rotor Walrus: è un simpatico tricheco mobian bonaccione, un genio della meccanica. Le sue bizzarre invenzioni si rivelano spesso molto utili, anche se non mancano i fiaschi. Nella seconda stagione il suo aspetto è completamente diverso. Doppiato in originale da Cam Brainard (1ª stagione), Mark Ballou (2ª stagione) e in italiano Marco Balzarotti (ed. italiana).
- Scheggia (Miles "Tails" Prower[N 1]): una giovane volpe gialla dotato di due code che gli permettono di volare fungendo da eliche, è il migliore amico di Sonic. Fa parte dei Combattenti per la Libertà, ma a causa della giovane età e la poca esperienza non prende quasi mai parte alle missioni. Adora le favole della buonanotte. Doppiato in originale da Bradley Pierce e in italiano da Veronica Pivetti.
- Dulcy the Dragon: una draghessa goffa e un po' svampita, ma molto gentile con i suoi amici. Introdotta dalla seconda stagione, è uno dei pochi draghi di Mobius perché gran parte sono stati robotizzati. Doppiata in originale da Cree Summer.

### Antagonisti
- Dottor Julian Nick (Doctor Julian Robotnik): è l'antagonista principale della serie, infido e crudele dittatore di Mobius. È uno scienziato pazzo con dei lunghi baffi, una testa pelata dalla forma conica, delle strane orecchie metallizzate, occhi neri con le iridi rosse e il braccio sinistro robotizzato, risultato di un incidente con il robotizzatore provocato da Sonic e Sally durante un viaggio nel tempo. All'inizio era l'assistente di un potente e malvagio stregone chiamato Naugus, finché non lo ha tradito e imprigionato in una vuota dimensione ("Void"), ma teme ancora che il sigillo possa essere rotto. Divenuto poi il capo del ministero della guerra della città di Mobotroplis, ha fatto un colpo di Stato contro il re usurpandogli il trono e affiancato da suo nipote Caciotta robotizza tutti i cittadini rendendoli suoi schiavi. All'arrivo dei Combattenti per la Libertà, Nick fa di tutto pur di non perdere il potere, ma viene sconfitto e deposto nell'ultimo episodio della seconda stagione. Se la terza stagione fosse stata trasmessa, si sarebbe scoperto che era finito nel Void.[10] Doppiato in originale da Jim Cummings e in italiano da Tony Fuochi.
- Caciotta (Julian Snively): è il nipote e assistente del Dr. Nick. È uno scienziato basso di statura, pelato ma con pochi capelli rivolti verso l'alto, e con un naso estremamente lungo. È sempre stato a fianco di suo zio nonostante venga più volte deriso e maltrattato da quest'ultimo, tanto che comincerà a progettare segretamente una rivolta personale. Doppiato in originale da Charlie Adler e in italiano da Mario Scarabelli.
- Cluck: è un piccolo gallo robotico, unica creatura verso cui Nick dimostra affetto, essendo il suo "animale domestico".
- Megarobot (Swat-Bots): sono i malvagi robot-sentinelle del Dr. Nick. Il loro nome originale è ispirato alle S.W.A.T.
- Naugus: è un potente e malvagio stregone. Un tempo lavorava in coppia con il dottor Nick, ma dopo aver scoperto una vuota dimensione chiamata Void, Nick lo tradì imprigionandolo dentro. Ha dei poteri speciali che gli permettono di cambiare la propria forma e quella di chiunque altro, congelare i suoi avversari e far levitare in aria oggetti e persone. Nell'episodio in cui i Combattenti per la Libertà esplorano la suddetta dimensione vengono perseguitati dallo stregone, comprendendo però che sarebbe disposto ad aiutarli per vendicarsi del suo assistente. Nell'ultimo episodio, Caciotta rompe il sigillo che tiene prigioniero Naugus e lo libera (sono solamente visibili i suoi occhi rossi luminosi nell'oscurità); avrebbe dovuto essere l'antagonista principale della terza stagione, rendendo addirittura il Dr. Robotnik uno schiavo e il suo liberatore Caciotta un lacchè, ma non fu mai realizzata. Doppiato in originale da Michael Bell.
- Lazaar: è un mago umano con una lunga barba grigia residente nella Zona Proibita. Secoli fa il mago andò in coma autoimposto per riflettere sulle sue azioni malvagie, pentendosi amaramente. Poco prima del suo risveglio, Nick ruba il suo libro digitale degli incantesimi e la colpa ricade su Sonic; chiarito l'equivoco il mago sottrae la velocità al riccio come "garanzia" e non appena lui e compagni restituiscono il libro, Lazaar rifiuta umilmente di unirsi a loro, preferendo sorvegliare il libro, poiché secondo le sue affermazioni non può distruggerlo senza rilasciare il male contenuto in esso. Il suo modo di parlare è molto simile a quello di Yoda. Doppiato in originale da Dan Castellaneta.
- Guardiano: una misteriosa figura ammantata, è il guardiano del mago Lazaar. Nell'unico episodio in cui appare assieme al suo proprietario distrugge un Megarobot lasciando poi andare Sally, successivamente mostra a Nick l'ingresso per il rifugio del padrone addormentato. Doppiato in originale da Tony Jay (non accreditato).

### Personaggi secondari
- Sir Charles "Chuck" Hedgehog: è lo zio e tutore di Sonic. È identico al nipote ma si distingue per il pelo azzurro e le folte sopracciglia e baffi bianchi. Ha creato il macchinario di robotizzazione, finché l'invenzione non fu rubata dal malvagio Dr. Nick e fu trasformato in un robot. Circa undici anni dopo la sua mente viene liberata dai protagonisti e si unisce a loro. Doppiato da William Windom (ed. inglese), Gianni Mantesi (ed. italiana).
- Re Acorn: il vero re di Mobius, benevolo e giusto, nonché padre di Sally. Quando il dottor Nick prese il potere, il re scomparve in circostanze misteriose. Solo successivamente i protagonisti scoprono che venne rinchiuso in una vuota dimensione, "Void". Doppiato in originale da Tim Curry.
- Rosie: un anziano scoiattolo femmina, è la tata di Sally. Doppiata in originale da April Winchell.
- Ari: un montone forte e agile, è uno dei leader dei Combattenti per la Libertà. Doppiato in originale da Dorian Harewood.
- Griff: una capra, uno dei leader dei Combattenti per la Libertà. Doppiato in originale da Charlie Schlatter.
- Cat: il membro più anziano dei Combattenti per la Libertà. È stato poi catturato dal dottor Nick. Doppiato in originale da Maurice LaMarche.
- Lupe: è un calmo e saggio lupo femmina. Doppiata in originale da Shari Belafonte.

## Doppiaggio
Rispetto alla serie precedente, solo Sonic ha il ruolo invariato in originale (Jaleel White), mentre in italiano, sia Sonic che il dottor Nick hanno lo stesso doppiatore (Pietro Ubaldi e Tony Fuochi).
| Personaggio                              | Doppiatore originale                 | Doppiatore italiano                         |
| ---------------------------------------- | ------------------------------------ | ------------------------------------------- |
| Sonic                                    | Jaleel White Tahj Mowry (da bambino) | Pietro Ubaldi Patrizia Mottola (da bambino) |
| Sally Acorn                              | Kath Soucie Dana Hill (da bambina)   | Marina Massironi                            |
| Zio Chuck (Sir Charles "Chuck" Hedgehog) | William Windom                       | Gianni Mantesi                              |
| Bunnie Rabbot                            | Christine Cavanaugh                  | Patrizia Scianca                            |
| Antoine Depardieu                        | Rob Paulsen                          | Mario Scarabelli                            |
| Rotor                                    | Mark Ballou (1ª stagione)            | Marco Balzarotti                            |
| Rotor                                    | Cam Brainard (2ª stagione)           | Marco Balzarotti                            |
| Nicole                                   | Kath Soucie                          | Sonia Mazza                                 |
| Scheggia (Tails)                         | Bradley Pierce                       | Veronica Pivetti                            |
| Dulcy                                    | Cree Summer                          |                                             |
| Dottor Julian Nick (Dottor Robotnik)     | Jim Cummings                         | Tony Fuochi                                 |
| Caciotta (Snively)                       | Charlie Adler                        | Mario Scarabelli                            |
| Naugus                                   | Michael Bell                         |                                             |

## Produzione
La serie è stata prodotta da DiC Animation City in associazione con Sega of America (che hanno realizzato la trasmissione di 26 episodi in due stagioni) e Reteitalia (parte di Fininvest) in associazione con Telecinco. L'animazione è opera dello studio coreano Sae Rom Production e quello spagnolo Milimetros. Le fasi di pre-produzione della prima stagione (come quello della serie precedente) sono opera dello studio canadese Studio B (poi rinominato DHX Media Vancouver).
Prima dell'inizio della produzione, l'amministratore delegato di Sega of America Tom Kalinske e la neo-assunta direttrice per i prodotti da consumatori Michealene Risley si sono rivolti all'AD della DiC Entertainment Andy Heyward e la ABC per realizzare un programma su Sonic. Dopo aver osservato il personaggio, Heyward ha accettato e concesso la licenza. Secondo Robby London, inizialmente la DiC aveva realizzato l'accordo per produrre solo il programma del sabato mattina per la ABC network, che voleva trasmettere nell'autunno 1992. Il cartone avrebbe dovuto essere emozionalmente più leggero rispetto al prodotto finale, come si può vedere nell'episodio "Una minaccia incombente", nel materiale promozionale all'inizio di Sonic the Comic della Fleetway e i primi numeri dei fumetti Archie, basati appunto sul cartone del sabato mattina. Tuttavia, DiC voleva anche espanderlo e produrre altri episodi per i giorni feriali, in maniera simile a The Real Ghostbusters, ma Mark Pedowitz, l'allora  vice presidente di contratti e affari della ABC, che credeva la trasmissione su Sonic esclusivamente sulla ABC, rifiutò l'idea, dicendo a London "Se voi ragazzi volete fare syndication, siate nostri ospiti, andate con Dio, ma non sarete sulla nostra rete."
La ABC non accettò l'accordo fino a quando London non avanzò la proposta che la DiC avrebbe prodotto uno show di Sonic separato e molto diverso per la syndication, il cui risultato divenne Sonic. In seguito, la ABC era inizialmente disposta a mandare in onda solo un singolo episodio di mezz'ora come speciale in prima serata programmato per la messa in onda nel marzo 1993 (che sarebbe diventato l'episodio "Una minaccia incombente") prima di ritardarlo e includerlo come parte dello show che la ABC riprese per un'intera stagione, questa volta in onda nell'autunno del 1993 assieme alla precedente, trasmessa in syndication nello stesso periodo. In quel periodo, Il cartone del sabato mattina venne rifatto più tetro e serio per distinguersi dall'altro. La genesi del cartone è stata scritta nel febbraio 1992 e l'ultima revisione risale al 10 marzo 1993.

## Episodi

### Prima stagione
| nº | Titolo italiano              | Titolo inglese               | Prima TV USA      | Prima TV Italia |
| -- | ---------------------------- | ---------------------------- | ----------------- | --------------- |
| 1  | Sonic all'attacco            | Sonic Boom                   | 18 settembre 1993 |                 |
| 2  | Sonic e Sally                | Sonic and Sally              | 25 settembre 1993 |                 |
| 3  | Ultra Sonic                  | Ultra Sonic                  | 2 ottobre 1993    |                 |
| 4  | Sonic e le pergamene segrete | Sonic and the Secret Scrolls | 9 ottobre 1993    |                 |
| 5  | Super Sonic                  | Super Sonic                  | 16 ottobre 1993   |                 |
| 6  | Gara di velocità             | Sonic Racer                  | 23 ottobre 1993   |                 |
| 7  | Il coraggioso Antoine        | Hooked on Sonics             | 30 ottobre 1993   |                 |
| 8  | Sonic nello spazio           | Harmonic Sonic               | 6 novembre 1993   |                 |
| 9  | L'incubo di Sonic            | Sonic's Nightmare            | 13 novembre 1993  |                 |
| 10 | Distorsione Sonica           | Warp Sonic                   | 20 novembre 1993  |                 |
| 11 | Sub Sonico                   | Sub-Sonic                    | 27 novembre 1993  |                 |
| 12 | Sonic passato fresco         | Sonic Past Cool              | 4 dicembre 1993   |                 |
| 13 | Una minaccia incombente      | Heads or Tails               | 11 dicembre 1993  |                 |

### Seconda stagione
| nº | Titolo italiano                     | Titolo inglese                     | Prima TV USA      | Prima TV Italia |
| -- | ----------------------------------- | ---------------------------------- | ----------------- | --------------- |
| 14 | Ragazzo del gioco                   | Game Guy                           | 10 settembre 1994 |                 |
| 15 | Conversione sonora                  | Sonic Conversion                   | 17 settembre 1994 |                 |
| 16 | Nessun problema                     | No Brainer                         | 24 settembre 1994 |                 |
| 17 | Salto nel passato (prima parte)     | Blast to the Past: Part 1          | 1º ottobre 1994   |                 |
| 18 | Salto nel passato (seconda parte)   | Blast to the Past: Part 2          | 8 ottobre 1994    |                 |
| 19 | Stufo di Antoine / Acchiapafantasmi | Fed Up with Antoine / Ghost Busted | 15 ottobre 1994   |                 |
| 20 | Dolcezza                            | Dulcy                              | 22 ottobre 1994   |                 |
| 21 | Il vuoto                            | The Void                           | 29 ottobre 1994   |                 |
| 22 | La strana coppia / Ro-Becca         | The Odd Couple / Ro-Becca          | 5 novembre 1994   |                 |
| 23 | Grido del lupo                      | Cry of the Wolf                    | 12 novembre 1994  |                 |
| 24 | Ci saranno benedizioni              | Drood Henge                        | 19 novembre 1994  |                 |
| 25 | Spia supersonica                    | Spyhog                             | 26 novembre 1994  |                 |
| 26 | Il giorno del giudizio              | The Doomsday Project               | 3 dicembre 1994   |                 |

## Altri media

### Fumetti
La longeva serie a fumetti Sonic the Hedgehog della Archie Comics introdusse i personaggi della serie televisiva nel 1992. Le storie dei primi numeri si ispirano agli episodi della serie precedente e uscirono in parallelo ad essa, per poi distaccarsi e assumere una trama autonoma basata sulla serie "SatAM". Una parte di essi si incentra sulla battaglia contro il malvagio stregone Ixis Naugus, suggerendo che si tratti di un adattamento della terza stagione mai realizzata. Da essa sono stati ricavati tre spin off, dei quali solo uno, tra tutte le pubblicazioni del franchise cartaceo è stato pubblicato in Italia.
Dopo l'uscita di Sonic Chronicles nel 2008, Ken Penders, un ex-sceneggiatore della serie, registrò i diritti d'autore dei personaggi originali da lui creati presso l'ufficio americano e fino al 2013 sporse una serie di cause legali alla Archie e alla Electronic Arts per una violazione di copyright ed ebbe la meglio. Per questo motivo, il fumetto ha subito un reboot, stavolta più canonico alla serie originale giapponese e i personaggi originali creati dagli ex-scrittori sono stati scartati, mentre quelli principali e ricorrenti hanno subito un redesign curato da Ian Flynn
A luglio 2017 il fumetto è stato cancellato dopo 24 anni e ad aprile 2018 è iniziata la pubblicazione di uno nuovo dalla IDW Publishing.

### Videogiochi
Nel livello Trapped Alive del videogioco Sonic the Hedgehog Spinball compaiono i Freedom Fighters, gli amici di Sonic in questa serie animata, più precisamente Bunnie Rabbot, Sally Acorn, Muttski e Rotor assieme a Tails.
Inoltre durante lo sviluppo del gioco cancellato Sonic X-treme, tra le idee iniziali si era pensato di introdurre una storia ispirata al cartone animato ma il progetto non andò mai in porto e venne abbandonato.

## Accoglienza
Lo show debuttò in nona posizione tra i programmi più visti del periodo, con oltre 4.8 ascolti.
Il sito web USGamer criticò il personaggio di Antoine poiché considerato uno stereotipo, mentre IGN definì lo show un "So bad, it's so good".